# Reggenza di Lahat
La reggenza di Lahat (in indonesiano: Kabupaten Empat Lawang) è una reggenza dell'Indonesia, situata nella provincia di Sumatra Meridionale.